# Ich gehöre dir, meine Liebe
Hum Tumhare Hain Sanam (Hindi हम तुम्हारे हैं सनम ham tumhāre haiṃ sanam; Urdu: ہم تمہارے ہیں سنم; übersetzt: Ich gehöre dir, mein Schatz) ist ein Hindi-Film, der in Indien und in Großbritannien am 24. Mai 2002 erschienen ist. Die deutsche Fassung unter dem Titel Ich gehöre dir, meine Liebe erschien am 1. Oktober 2005 auf DVD.
Der Film ist eine Romanze mit Shah Rukh Khan und Madhuri Dixit in den Hauptrollen, die schon in Dil To Pagal Hai – Mein Herz spielt verrückt erfolgreich zusammen spielten. Die dritte Hauptrolle wird von Salman Khan gespielt. Der Film ist das Debüt von K. S. Adiyaman, der diesen Film über sechs Jahre hinweg drehte.
Es handelt sich hierbei um die Geschichte von Radha, die drei Männer liebt: ihren kleinen Bruder Prashant, ihren Jugendfreund Suraj und ihren Ehemann Gopal, dessen Eifersucht Suraj gegenüber und dessen Missbilligung Prashant gegenüber während des Films stetig wächst.

## Handlung
Gopal ist in Radha verliebt, seit er ihr als Kind begegnet ist. Als sie erwachsen sind, heiraten die beiden. Zwei Dinge beginnen Gopal nach der Hochzeit sehr zu missfallen: Radhas kleiner Bruder Prashant, der sich in Gopals Haus einnistet, und Suraj, Radhas Freund aus Kindertagen, mit dem sie sehr oft telefoniert und der ein berühmter Sänger ist.
Radha scheint sich um jeden zu kümmern, außer um ihren Ehemann. Ihre anscheinende Gleichgültigkeit verletzt Gopal sehr, und er fängt langsam an zu verzweifeln. 
Durch die ständigen Telefonate zwischen Radha und Suraj beginnt Gopal den beiden zu misstrauen, und er befürchtet, dass sie ein Verhältnis haben. Seine Eifersucht nimmt schließlich überhand, und er verweist Radha des Hauses, als ihm die Dinge über den Kopf wachsen. Radha erhält von Gopal eine Mitteilung, dass er sich scheiden lassen möchte, und ist am Boden zerstört. Prashant und Suraj versuchen, mit Gopal zu sprechen, allerdings verbietet es Radha. Schließlich arrangiert Suraj ein Treffen mit Gopal, und dieser erscheint dort mit einer geladenen Waffe.
Es kommt zu einer Auseinandersetzung, bei der Gopal Suraj bittet, ihn zu erschießen. Suraj spricht mit Radha, die sich selbst die Schuld gibt und Suraj darum bittet, sie niemals wiederzusehen: Wenn sie rechtzeitig verstanden hätte, dass Gopal ihre enge Beziehung zu Suraj missfällt, hätte sie sofort jeden Kontakt zu Suraj abgebrochen. Suraj zieht sich zurück und verspricht, sie nicht mehr zu sehen. Er erzählt seiner blinden Freundin Suman, was geschehen ist, die daraufhin zu Gopal fährt und ihm den Kopf zurechtrückt. Er begreift nun, dass Radha und Suraj einfach nur sehr gute Freunde sind, und er hätte mit Radha einfach nur über seine Sorgen zu sprechen brauchen, statt sich hinter seinen verletzten Gefühlen zu verstecken und sich dann in die Eifersucht hineinzusteigern. Er macht sich sofort auf, Radha zu finden, und verhindert im letzten Moment, dass sie Selbstmord mit einer Überdosis Schlaftabletten begeht. Die beiden versöhnen sich und fahren zu Suraj, dem der Preis des „Besten Sängers des Millenniums“ verliehen werden soll. Während der Preisverleihung entschuldigt sich Gopal bei ihm, und einer Versöhnung aller steht nichts mehr im Wege.

## Filmmusik
Musik: Nikhil-Vinay, Daboo Malik, Bappi Lahiri, Sajid Wajid, Bali Brahmbhatt
Hum Tumhare Hain Sanam

Sänger: Udit Narayan, Anuradha Paudwal
Khoye Khoye Din Hai

Sänger: Sonu Nigam, Anuradha Paudwal
Gale Mein Laal Taai

Sänger: Kumar Sanu, Bela Sulakhe
Sab Kuchh Bhula Diya

Sänger: Sonu Nigam
Taaron Ka Chamakta

Sänger: Udit Narayan, Bali Brahmbhatt
Hum Tumhare Hain Sanam Sad (traurige Version)

Sänger: Sonu Nigam
Na Na Nana

Sänger: Sonu Nigam
Did Tod Diya

Sänger: Sonu Nigam
Aa Gaya Aa Gaya

Sänger: Udit Narayan